# 泥湯温泉

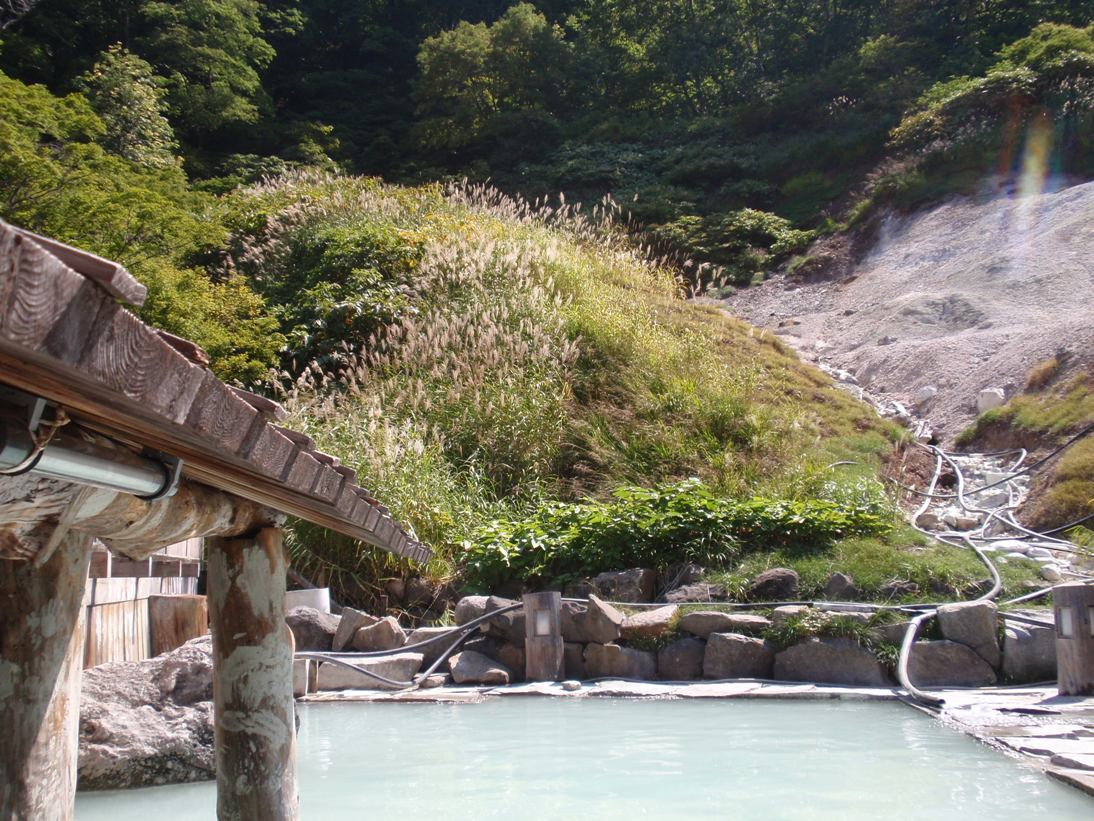
奥山旅館露天風呂

泥湯温泉（どろゆおんせん）は、秋田県湯沢市（旧国出羽国、明治以降は羽後国）にある温泉。

## 概要
秋田と宮城の県境近く、神室山地の北麓に湧く古くからの湯治場で、山間部の谷間に明治時代創業の小椋旅館奥山旅館の2軒が立地する。かつては豊明館、中山荘という宿も営業していたが、どちらも廃業した。近くには日本三大霊地の1つである川原毛地獄も所在する。
「泥湯」という名称から、湯は茶褐色に濁っているものと想起されがちだが、温泉地周辺に複数の自噴源泉が存在するため、泉質は単純硫黄泉、単純温泉、硫化塩泉等バラエティに富んでいる。また、火山ガス（硫化水素）が噴出する区域がある。
2005年12月末に硫化水素ガス中毒による死亡事故が発生したため、温泉地内に立ち入り禁止区域が設定された。温泉地の外れには、道の傍らから硫化水素ガスが噴出する場所もあり、その場所では立ち止まりも禁止となったほか、自動車も停車しないよう注意喚起が促されている。

## 歴史
開湯は1200年前（平安初期）とされる。泉色が泥水のようなの濁り湯であったことから、温泉名も泥湯となった。江戸時代頃には安楽泉の別名でも呼ばれる湯治場となり、1680年には湯宿が開設された。
2005年12月に前述の事故が発生。事故を受け、湯沢市は事故調査検討委員会の調査結果を踏まえ、安全対策を実施。翌年12月5日の市議会において鈴木俊夫市長が安全宣言を出した。
2016年7月13日に奥山旅館から出火し本館など3棟が全焼。宿泊客7人は全員無事であったが、別館の焼け跡から20代男性従業員の遺体が見つかった。火災を経て、奥山旅館は残っている風呂だけでも再開して欲しいとの声が寄せられていた事を踏まえ、同年10月から日帰り営業を再開した。
全焼した奥山旅館が国と県からの補助金と秋田銀行の事業性評価融資によって再建資金を賄い、温泉旅館を再建。2019年4月15日、ゆざわジオパークにおけるジオツーリズム推進に向けて、復活オープンした。
1974年（昭和51年9月）にはつげ義春 が訪問し、当時の写真が『つげ義春の温泉』に公開されている。

## アクセス
- JR奥羽本線 湯沢駅より南東へ約30 km。
  - 同駅より予約制「こまちシャトル」利用で約45分[19]。
  - 同駅より羽後交通バス横堀線と乗合タクシー（須川 - 泥湯）を乗り継いで約70分[20][21]。

## 周辺
- 川原毛地獄
- 川原毛大湯滝
- 上の岱地熱発電所
- 小安峡
- 小安峡温泉
- 秋ノ宮温泉郷